# Заиста, никад ниси био овде
Заиста, никад ниси био овде (енгл. You Were Never Really Here) је филмски трилер из 2017. године, у режији и по сценарију Лин Ремзи. Темељи се на истоименој новели Џонатана Ејмса из 2013. године. Главне улоге глуме: Хоакин Финикс, Екатерина Самсонова, Алекс Манет, Џон Доман и Џудит Робертс. Прати трауматизованог плаћеника по имену Џо (Финикс) којег унајмљује политичар да пронађе и спасе његову ћерку коју је киднаповала мрежа трговине људима. Направљен је у копродукцији између Уједињеног Краљевства, Француске и Сједињених Америчких Држава.
Премијерно је приказан 27. маја 2017. године на Канском филмском фестивалу, где је Ремзијева освојила награду за најбољи сценарио, а Финикс награду за најбољег глумца. У биоскопе је пуштен 8. новембра 2017. у Француској, 9. марта 2018. у Уједињеном Краљевству, 6. априла 2018. у САД, а 22. марта 2018. у Србији. Добио је позитивне рецензије критичара, уз похале за режију Ремзијеве и глуму Финикса.

## Радња
Тинејџерка је нестала. Брутални и проблематични извршитељ креће у спасилачку мисију. Корумпираност моћника и освета покрећу лавину насиља.

## Улоге
| Глумац              | Улога             |
| ------------------- | ----------------- |
| Хоакин Финикс       | Џо                |
| Данте Переира Олсон | млади Џо          |
| Екатерина Самсонова | Нина Вото         |
| Алекс Манет         | Алберт Вото       |
| Џон Доман           | Џон Маклири       |
| Џудит Робертс       | Џоова мајка       |
| Алесандро Нивола    | гувернер Вилијамс |
| Френк Пандо         | Анхел             |
| Винисијус Дамасено  | Моисес            |